# یاماگا سوکو
یاماگا سوکو (به ژاپنی: 山鹿 素行 Yamaga Sokō)؛ ۲۱ سپتامبر ۱۶۲۲ – ۲۳ اکتبر ۱۶۸۵) فیلسوف و راهبرد نظامی پیرو کنفسیوس‌گرایی در شوگون‌سالاری توکوگاوا اهل ژاپن بود.

## تلفیق شینتو و کنفوسیونیسم
اولین دانشمند نئوکنفسیوسی که تلاش کرد در حکومت شوگونی توکوگاوا مشاور شود، هایاشی رازان (۱۶۵۷–۱۵۸۳) بود. وی در قرائت خود از فرقه چنگ-ژو، استباط شینتویی (مذهب ملی ژاپن) را داخل کرد. یامازاکی آنسای (۱۶۸۲–۱۶۱۹) تا آنجا پیش رفت که علناً طرفدار مطالعه مشترک نئوکنفوسیوسی و شینتویی به مثابه راه فضیلت بود. هنگامی که ارزش‌های شینتویی نظیر اصالت و درستی، صفای قلب، و حکومت سلطنتی با مفاهیم کنفوسیوسی سلسله مدارج اجتماعی ترکیب شدند، یک تأثیر جانب مهم در بیرون از دو حوزه نوکنفوسیوسی و شینتویی نیز به وجود آمد و آن استباطی صد در صد ژاپنی از وفاداری نسبت به رئیس و ارباب فردی و در نهایت امپراتور ژاپن بود. این نسخه جدید ژاپنی، تأکید کنفوسیوس بر وفاداری و رفتار مناسب نسبت به بالادستان را گرفت و آن را با دو صفت شینتویی توسعه بخشید: یکی عاطفه و محبت و دیگری نظریه تمام‌نگاری. بعد عاطفی اضافه شده بر این اعتقاد بود که وفاداری صرفاً یک سلسله مقررات راجع به نقش مدارج سازمانی - اجتماعی به دست نمی‌آید، این امر وفاداری را به یک رابطه خارجی صرف تبدیل می‌کند. از منظر بوشیدو وفاداری صرفاً ایفای نقش یا انجام یک قرارداد اجتماعی نیست. وفاداری، در تفسیر جدید ژاپنی آن، به همان اندازه نیز از عشق و محبت سرچشمه می‌گیرد، رابطه‌ای درونی و قلبی با ارباب (رئیس) و خاندان وی، برحسب الگوی کل‌نمایانه، به دلیل اینکه کل نیز بخشی از فرد است در نتیجه فرد نمی‌تواند از یک طرف کاملاً نسبت به خود صادق باشد و از طرف دیگر هم‌زمان با کل مخالف باشد. این گونه ارزش‌ها در ایدئولوژی بوشیدو در دوران توکوگاوا در ژاپن منزلگاهی پیدا کرد و در حقیقت یکی از بنیان‌گذاران این سنت یاماگا سوکو (۱۶۸۵–۱۶۲۲) بود که تحت تعالیم رازان پرورش یافته بود. وی در عین حال یک ناسیونالیست پر حرارت بود و انحصاری بودن و مقدس بودن امپراتور ژاپن حمایت می‌کرد. به این ترتیب عناصر شینتویی و کنفوسیوسی در هم آمیخت. این گونه استفاده از عناصر شینتویی برای ایجاد ارزش‌های سامورایی کار را برای نظامی‌گران ژاپنی به منظور دمیدن در شیپور آرمان‌های شینتویی در خلال سال‌های جنگ‌های خارجی (۱۹۴۵–۱۸۹۴) آسان‌تر ساخت.
در سال ۱۶۶۵، یاماگا علناً ابراز مخالفت خود با تغییر ماهیت کنفوسیونیسم که در نئو کنفوسیونیسم مشاهده می‌کرد، اعلام کرد و سال بعد با تحریک هوشینا ماسایوکی، ارباب آیزو دستگیر شد. یاماگا اعتقاد خود را مبنی بر اینکه حقیقت بی‌ادعا را فقط می‌توان در آموزه‌های اخلاقی کنفوسیوس یافت، اعلام کرد. او تحولات بعدی در سنت کنفوسیوس را نشان دهنده انحراف از آموزه اصلی کنفوسیوس می‌دانست. هوشینا، این حمله را یک چالش احتمالی برای اقتدار شوگون‌سالاری توکوگاوا قلمداد کرد. نوشته‌هایی او مانند «یادداشت‌های کتاب مقدس» (聖教要録)، که مطالعه دولتی مکتب چنگ-ژو را انکار می‌کرد، موجب خشمگین باکوفو شد.

## تبعید به قلمروی آکو
در سال ۱۶۶۶، یاماگا دستگیر و متعاقباً به قلمروی آکو، جایی که بعدها حادثهٔ انتقام چهل و هفت رونین یا حادثه آکو اتفاق افتاد تبعید شد. یاماگا ۹ سال تبعید را در نزد خاندان آسانو به سر برد. در زمان تبعید او، قهرمان اصلی حادثه آکو یعنی اُوایشی یُوشیئو ملازم خاندان آسانو بود. به این ترتیب زندگی یاماگا در قلمروی آکو با داستان چهل و هفت رونین تلاقی کرد. حادثه آکو بعداً در ادبیات کلاسیک ژاپن، به عنوان چوشینگورا (گنجینه ملازمان وفادار) بازگو شد.
یاماگا در سن ۴۵ سالگی به قلمروی آکو سپرده شد. با این حال، خاندان آسانو حدود ۹ سال از او به گرمی پذیرایی کردند و به او این امکان را دادند که در قلمروی آکو به آموزش نظامی بپردازد. یکی از افرادی که در این زمان تدریس می‌شد اُوایشی یُوشیئو (۱۶۵۹ – ۱۷۰۳) بود که بعداً رئیس ملازمان خاندان شد. می‌توان تصور کرد که افکار یاماگا تأثیر قابل توجهی بر روحیه فئودال‌های آکو و همچنین ملازمان داشته باشد. وی همچنین به درخواست ارباب، آسانو ناگانائو (پدربزرگ آسانو ناگانوری شخصیت اصلی در چهل و هفت رونین)، قلعه آکو را که در حال بازسازی بود تعمیر کرد. یاماگا در سال ۱۶۵۵ در سن ۵۴ سالگی بار دیگر به ادو بازگشت و به تدریس علوم نظامی مشغول شد.